# Liftback

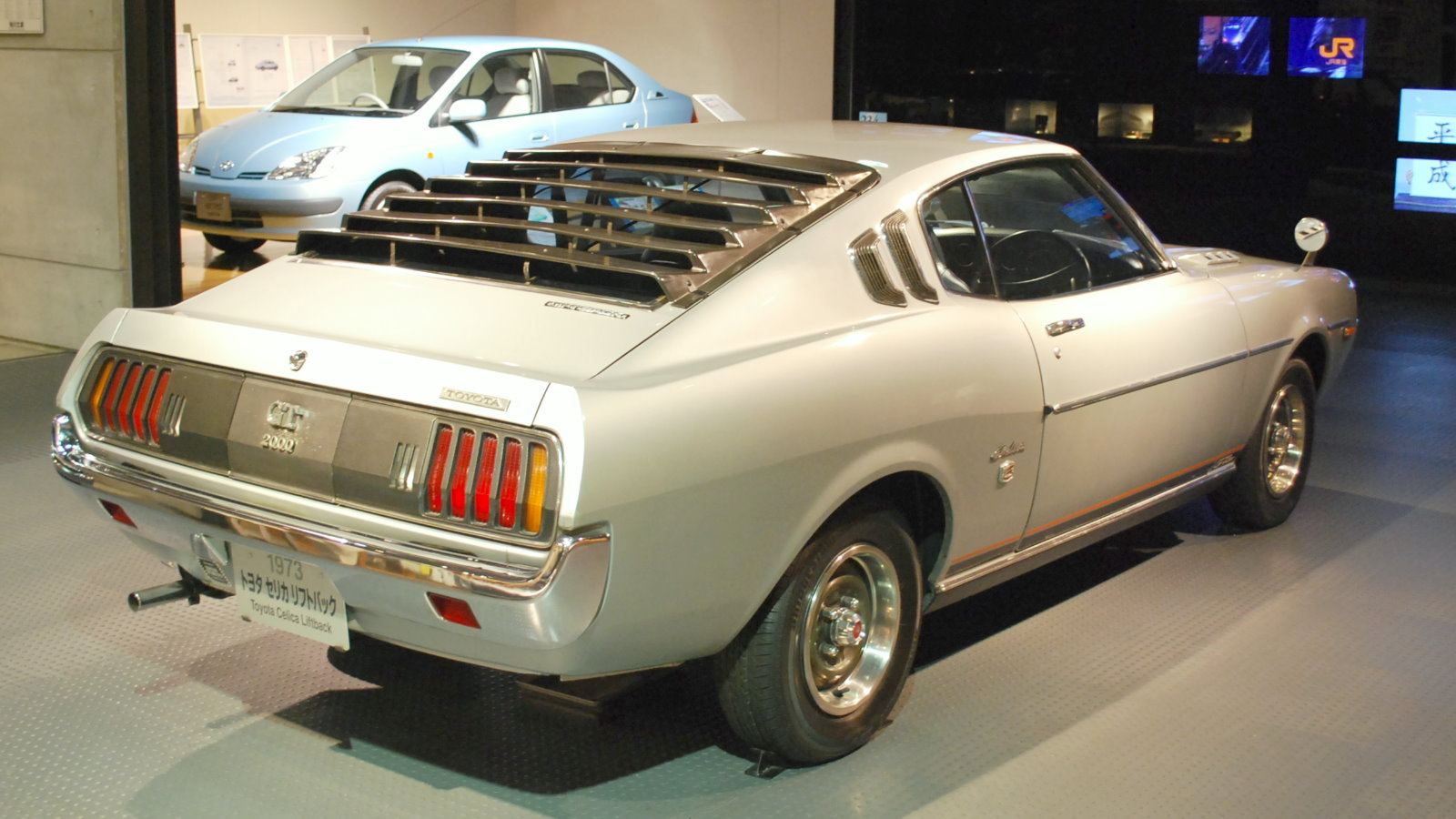
Toyota Celica 1973, o primeiro "liftback" denominado como tal, neste caso um hatchback estilo fastback

Liftback é uma variação do tipo de carroceria hatchback, com uma linha de teto muito inclinada em relação a vertical, aproximadamente entre 45 e 10 graus, enquanto os designs tradicionais ou arquetípicos de hatchback tendem a usar uma inclinação de 45 graus a quase vertical. Assim como nos hatchbacks, a porta traseira é considerada outra porta, portanto os liftbacks com duas e quatro portas laterais são chamados de "três portas" e "cinco portas", respectivamente.

## História
Em 1973, a Toyota inventou o termo liftback para descrever a variação de linha de teto inclinada do Celica com uma porta traseira articulada no teto, em oposição à variação regular de cupê de teto rígido que foi introduzida três anos antes. Como sua inclinação de linha de teto é ininterrupta, ele também pode ser definido como um hatchback estilo fastback.

## Liftback versus fastback
O termo fastback não é intercambiável com liftback. Um liftback é definido como tendo uma porta traseira que é articulada a partir do teto, similarmente a um hatchback, enquanto um fastback é um termo amplo usado para descrever qualquer carro com uma inclinação ininterrupta na linha do teto do teto ao para-choque traseiro. Assim, embora alguns liftbacks sejam fastbacks, nem todos os liftbacks são necessariamente fastbacks. Além disso, alguns fastbacks têm uma porta traseira articulada abaixo de uma janela traseira fixa, o que não é característico de um liftback.

## Exemplos
- Toyota Celica
- Zastava Skala
- Hyundai Pony
- Toyota Supra
- AMC Spirit
- Honda Quint
- Ford Escort Mk3, Mk4, Mk5 e Mk6.
- Ford Sierra
- Renault 25
- Fiat Croma (1985)
- SEAT Toledo Mk1 e Mk4
- Mitsubishi Galant 7ª geração
- Dacia Nova
- ZAZ Tavria Slavuta
- Škoda Octavia Mk1, Mk2, Mk3 e Mk4
- Dacia SupeRNova
- Dacia Solenza
- Toyota Prius 2ª, 3ª, 4ª e 5ª geração
- Audi A5
- Opel Insignia
- Audi A7
- Aston Martin Rapide
- Škoda Rapid (2012)
- Tesla Model S
- Lada Granta
- Škoda Superb B8 e B9
- Volkswagen Arteon
- Kia Stinger
- Volkswagen ID.7